# Myrmarachne macrognatha
Myrmarachne macrognatha is een spinnensoort in de taxonomische indeling van de springspinnen (Salticidae).
Het dier behoort tot het geslacht Myrmarachne. De wetenschappelijke naam van de soort werd voor het eerst geldig gepubliceerd in 1894 door Tord Tamerlan Teodor Thorell.